# Ichneumon melanarcticus
Ichneumon melanarcticus är en stekelart som beskrevs av Heinrich 1961. Ichneumon melanarcticus ingår i släktet Ichneumon och familjen brokparasitsteklar. Inga underarter finns listade i Catalogue of Life.